# Grandes Ligas de Béisbol
Las Grandes Ligas de Béisbol (en inglés: Major League Baseball) conocida por sus siglas MLB, es una organización de béisbol profesional. La MLB, una de las ligas deportivas profesionales más importantes de Estados Unidos y Canadá, está compuesta por 30 equipos, divididos en partes iguales entre la Liga Nacional (NL) y la Liga Americana (AL), con 29 en Estados Unidos y 1 en Canadá. Formadas en 1876 y 1901, respectivamente, la Liga Nacional y la Liga Americana consolidaron su cooperación con el Acuerdo Nacional en 1903, convirtiendo a la MLB en la liga deportiva profesional más antigua del mundo. Siguieron siendo entidades legalmente separadas hasta el año 2000, cuando se fusionaron en una sola organización dirigida por el Comisionado de Béisbol. La MLB tiene su sede en Midtown Manhattan.

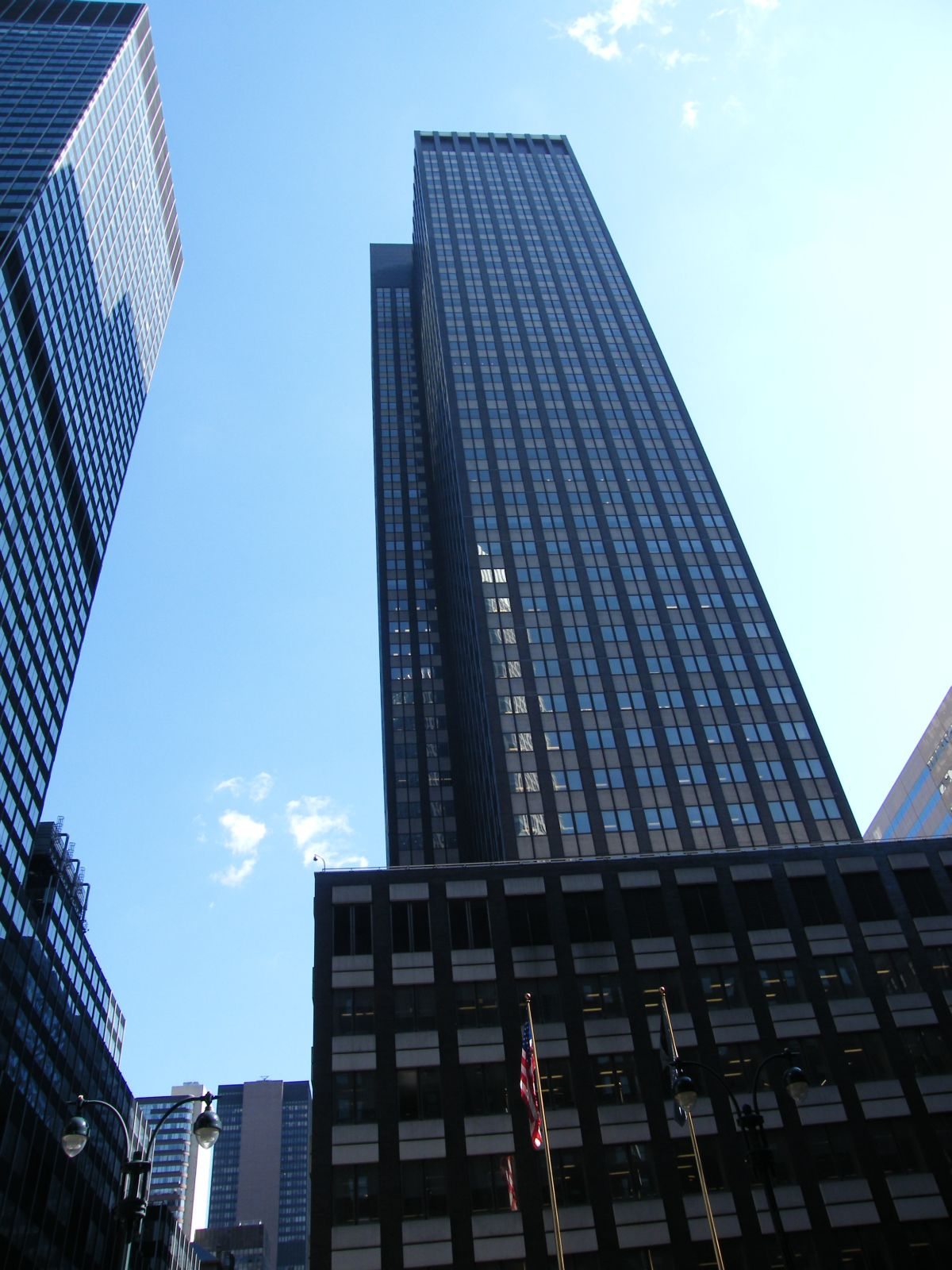
La sede de la Major League Baseball en el 245 de Park Avenue, Midtown Manhattan, Nueva York, EE. UU.

El primer equipo profesional de béisbol fue fundado en Cincinnati en 1869. Previamente algunos equipos pagaban a los jugadores bajo cuerda. Las primeras décadas de béisbol profesional se caracterizaron por las rivalidad entre las ligas y por jugadores que frecuentemente cambiaban de equipo o de liga.
El período anterior a 1920 fue conocido como la era de la bola muerta, donde raramente los jugadores podían batear un Home Run. El béisbol profesional en Estados Unidos sobrevivió al escándalo conocido como escándalo de las medias negras, una trama para amañar la Serie Mundial de 1919.
En los años veinte, el deporte aumentó en popularidad y sobrevivió a crisis severas como la Gran Depresión y la Segunda Guerra Mundial. Un corto tiempo después de la guerra, Jackie Robinson rompió la barrera del color en las Ligas Mayores, cuando fue contratado por Brooklyn Dodgers.
Entre los años 50 y 60 fue un momento de expansión y de relocalizaciones para la AL y la NL. En las décadas de 1970 y 1980, los estadios modernos con superficies de césped artificial comenzaron a cambiar el juego. Los home runs dominaron el juego durante los años 90 y comenzaron a conocerse de reportes que inició la polémica sobre el uso de esteroides entre jugadores de las Ligas Mayores a mediados de los años 2000 en una investigación conocida como informe Mitchell, que implicaba a muchos jugadores en el uso de sustancias para mejorar el rendimiento, incluyendo al menos un jugador de cada equipo.
Hoy, la MLB está formada por 30 equipos: 29 en los Estados Unidos y uno en Canadá. Los equipos juegan 162 partidos cada temporada y cinco equipos de cada liga avanzan a un campeonato de postemporada entre cuatro equipos, el cual culmina con la Serie Mundial, que consiste en una serie de campeonato de siete juegos entre el campeón de cada liga que se efectúan desde 1903.  MLB tiene la más alta asistencia de público para una liga deportiva en el mundo con más de 69.6 millones de espectadores en 2018.

## Estructura organizacional
La MLB se rige por la Constitución de las Grandes Ligas de Béisbol. Este documento ha sufrido varias encarnaciones desde su creación en 1876. Bajo la dirección del Comisionado de Béisbol, Grandes Ligas contrata y mantiene los equipos de árbitros del deporte y negocia contratos de marketing, laborales y televisivos. La MLB mantiene una relación única y de control sobre el deporte, incluida la mayoría de los aspectos de las Ligas Menores de Béisbol. Esto se debe en gran parte al fallo de la Corte Suprema de Estados Unidos de 1922 en el caso Federal Baseball Club v. National League, que sostuvo que el béisbol no es comercio interestatal y, por lo tanto, no está sujeto a la ley federal antimonopolio; Las Grandes Ligas son la única liga que tiene ese estatus y no ha enfrentado ninguna competencia desde este caso. Esta sentencia se ha debilitado sólo ligeramente en los años siguientes. La sentencia debilitada otorgó más estabilidad a los propietarios de los equipos y ha resultado en que los valores aumenten a tasas de dos dígitos.Hubo varios desafíos a la primacía de la MLB en el deporte, con intentos notables de establecer ligas competitivas a fines del siglo XIX, de 1913 a 1915 con la efímera Liga Federal, y en 1960 con la abortada Liga Continental.
El director ejecutivo de la MLB es el comisionado, actualmente Rob Manfred. El subcomisionado de administración del béisbol y director jurídico es actualmente Dan Halem. Hay otros siete ejecutivos: vicepresidente ejecutivo y asesor general, director de operaciones y estrategia, director de comunicaciones, director financiero y asesor sénior, vicepresidente ejecutivo y director de marketing, director de ingresos y director de desarrollo del béisbol.
La rama multimedia de la Grandes Ligas de Béisbol es MLB Advanced Media, que tiene su sede en la ciudad de Nueva York. Esta filial supervisa MLB.com y los sitios web de cada uno de los 30 equipos. Sus estatutos establecen que MLB Advanced Media tiene independencia editorial de la liga, pero está bajo el mismo grupo de propietarios y plan de reparto de ingresos. MLB Productions es un ala de la liga estructurada de manera similar, que se centra en videos y medios de transmisión tradicionales. La MLB también posee el 67 por ciento de MLB Network, y el otro 33 por ciento se divide entre varios operadores de cable y el proveedor de satélite DirecTV. Opera desde estudios en Secaucus, Nueva Jersey, y también tiene independencia editorial de la liga.

## Organización de la liga
En 1920, la débil Comisión Nacional, creada para gestionar las relaciones entre las dos ligas, fue reemplazada por el mucho más poderoso Comisionado de Béisbol, que tenía el poder de tomar decisiones para todo el béisbol profesional de forma unilateral. De 1901 a 1960, las ligas americana y nacional presentaron ocho equipos cada una.
En la década de 1960, la expansión de la MLB añadió ocho equipos, incluido el primer equipo no estadounidense (los Expos de Montreal). En la década de 1970 también se agregaron dos equipos (los Marineros de Seattle y los Azulejos de Toronto). Desde 1969 hasta 1993, cada liga estuvo formada por una División Este y Oeste. En 1993, la Liga Nacional se amplió con dos equipos, los Florida Marlins y los Colorado Rockies, para igualar el número de equipos en ambas ligas. En 1994 se formó una tercera división, la División Central, en cada liga. Hasta 1996, las dos ligas se enfrentaban en el campo sólo durante la Serie Mundial y el Juego de Estrellas. Los juegos interligas de temporada regular se introdujeron en 1997.
En marzo de 1995, las Grandes Ligas de Béisbol otorgaron dos nuevas franquicias, los Diamondbacks de Arizona y los Devil Rays de Tampa Bay (ahora conocidos como Rays de Tampa Bay), que comenzaron a jugar en 1998. Esta adición elevó el número total de franquicias a 30. A principios de 1997, la MLB decidió asignar un nuevo equipo a cada liga: Tampa Bay se unió a la Liga Americana y Arizona se unió a la Liga Nacional. El plan original era tener un número impar de equipos en cada liga (15 por liga, con cinco en cada división), pero para que cada equipo pudiera jugar diariamente, esto habría requerido que se programaran juegos interligas durante todo el año. toda la temporada. Sin embargo, en ese momento no estaba claro si el juego interliga continuaría después de la temporada de 1998, ya que tenía que ser aprobado por el sindicato de jugadores. Por esta y otras razones, se decidió que ambas ligas debían seguir teniendo un número par de equipos y, por lo tanto, un club existente tendría que cambiar de liga. Los Cerveceros de Milwaukee acordaron en noviembre de 1997 pasar de la Liga Americana a la Liga Nacional, convirtiendo así a la Liga Nacional en una liga de 16 equipos. Al mismo tiempo, los Tigres de Detroit acordaron pasar de la División Este de la Liga Americana a la Central de la Liga Americana (para reemplazar a Milwaukee), y con la expansión Tampa Bay Devil Rays se unió a la División Este de la Liga Americana. Más tarde, cuando los Astros de Houston cambiaron de propietario antes de la temporada 2013, el equipo pasó de la División Central de la Liga Nacional a la División Oeste de la Liga Americana.lo que resulta en que ambas ligas tengan tres divisiones de cinco equipos cada una y permita que todos los equipos tengan un calendario más equilibrado. Los juegos de interliga ahora se llevan a cabo durante toda la temporada.
En el 2000, la Liga Americana y la Liga Nacional se disolvieron como entidades legales y la MLB se convirtió en una única liga general de jure, similar a la National Football League (NFL), la National Basketball Association (NBA) y la National Hockey League (NHL), aunque con dos componentes llamados "ligas" en lugar de "conferencias". Se utilizan las mismas reglas y regulaciones en ambas ligas, con una excepción anterior: la Liga Americana operaba bajo la regla del bateador designado (DH), mientras que la Liga Nacional no. Esta diferencia en las reglas entre ligas era exclusiva de la MLB, ya que las otras ligas deportivas profesionales importantes de EE. UU. y Canadá tienen un conjunto de reglas para todos los equipos.[cita requerida]
En 2020, la Liga Nacional (NL) utilizó por primera vez la regla del bateador designado (DH). Como parte del acuerdo del cierre patronal de las Grandes Ligas de Béisbol de 2021-22, este cambio se hizo permanente, lo que hizo que las reglas en las dos ligas fueran idénticas.

## Estructura de la temporada

### Entrenamiento de primavera

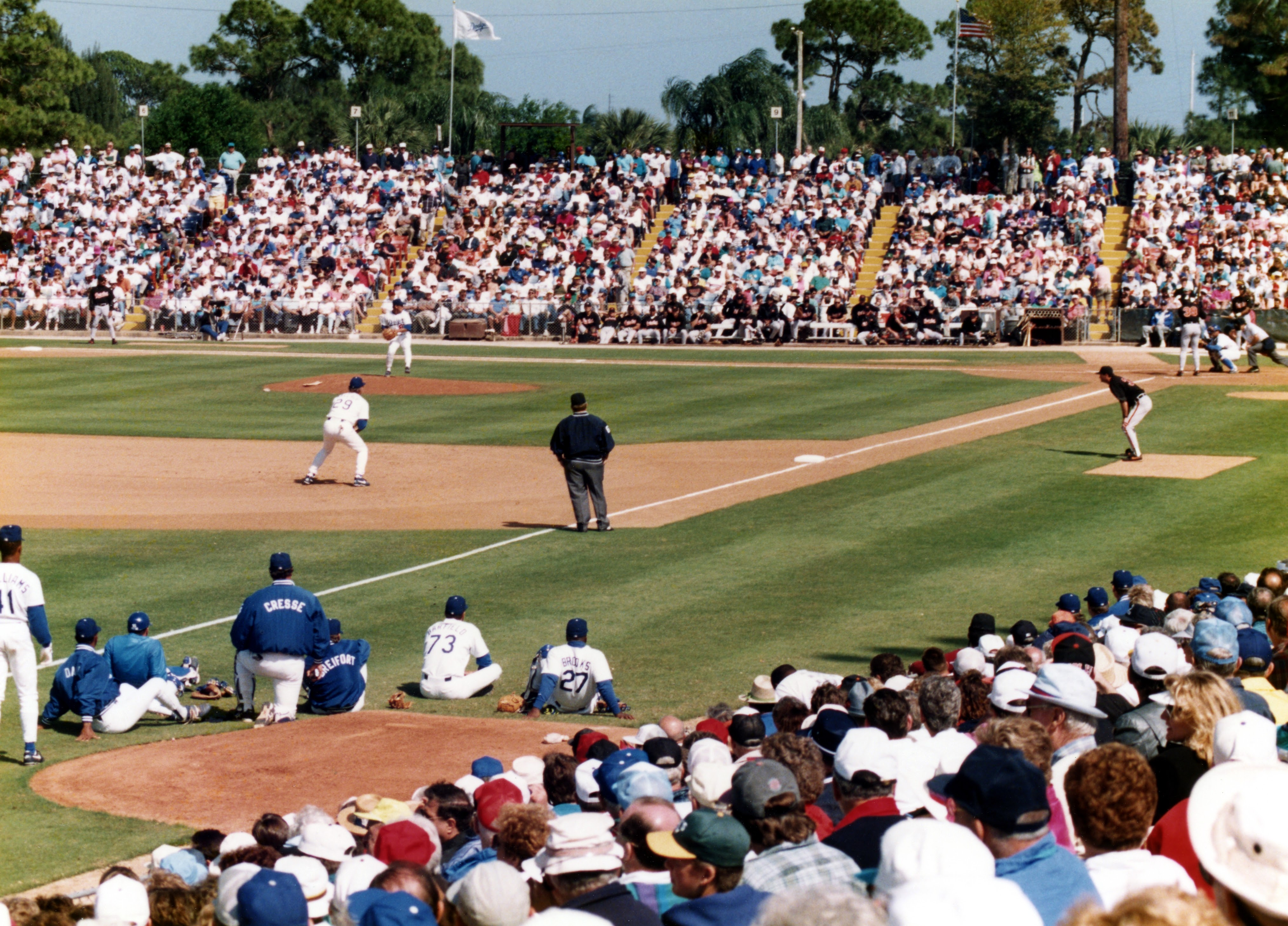
A Grapefruit League game at the former Los Angeles Dodgers camp in Vero Beach, Florida

El entrenamiento de primavera es una serie de prácticas y juegos de exhibición que preceden al inicio de la temporada regular. Los equipos realizan campos de entrenamiento en los estados de Arizona y Florida, donde el clima cálido temprano permite a los equipos practicar y jugar sin preocuparse por el frío del final del invierno. Los entrenamientos de primavera permiten a los nuevos jugadores competir por puestos en la plantilla y en las posiciones y les da a los jugadores del equipo existente tiempo de práctica antes del juego competitivo. Los equipos que realizan entrenamientos de primavera en Arizona se agrupan en la Cactus League, mientras que los equipos que realizan campamentos en Florida se conocen como la Grapefruit League. Los entrenamientos de primavera siempre han atraído la atención de los fanáticos, atrayendo multitudes que viajan a climas más cálidos para disfrutar del clima y ver jugar a sus equipos favoritos, y los entrenamientos de primavera generalmente coinciden con las vacaciones de primavera para muchos estudiantes universitarios. Los buscadores de autógrafos también encuentran un mayor acceso a los jugadores durante los entrenamientos de primavera.[cita requerida]
Los entrenamientos de primavera suelen durar casi dos meses, comenzando a mediados de febrero y durando hasta justo antes del día de apertura de la temporada, tradicionalmente la primera semana de abril. Como los lanzadores se benefician de un período de entrenamiento más largo, los lanzadores y receptores comienzan los entrenamientos de primavera varios días antes que el resto del equipo.

### Temporada regular
Cada equipo juega 162 partidos por temporada. El calendario de un equipo normalmente se organiza en series de tres juegos consecutivos contra el mismo oponente, con series ocasionales de dos o cuatro juegos. Los juegos pospuestos o la continuación de juegos suspendidos pueden resultar en una serie ad hoc de uno o cinco juegos. Todos los juegos de una serie suelen ser organizados por el mismo equipo y, por lo general, se agrupan varias series. Es decir, un equipo generalmente organiza varias series seguidas, lo que se denomina estadía en casa, y luego realiza varias series seguidas como visitante. Los equipos generalmente juegan de cinco a siete días por semana. La mayoría de los juegos se programan por la noche, aunque los equipos a menudo juegan juegos diurnos el día inaugural, los días festivos y el último juego de una serie para permitir que los equipos tengan tiempo adicional para viajar hasta su próximo oponente. Los partidos del domingo generalmente se juegan durante la tarde, lo que permite a los equipos viajar a su próximo destino antes del partido del lunes por la noche.
En la estructura actual de tres divisiones, cada equipo juega 19 partidos contra cada uno de sus cuatro oponentes divisionales. Juega una serie en casa y otra fuera, es decir, seis o siete partidos, contra los otros 10 equipos de su liga. Un equipo también juega en una de las divisiones de la otra liga, rotando cada año, con dos oponentes en una serie de tres juegos en casa, dos en una serie de tres juegos fuera de casa y uno con cuatro juegos divididos entre local y visitante. Además, cada equipo tiene un "rival natural" interliga (en muchos casos su contraparte en la misma área metropolitana) con el que juega dos partidos en casa y dos fuera de casa cada año.
Con un número impar de equipos en cada liga (15), es necesario que dos equipos participen en juegos interligas durante la mayoría de los días de la temporada, excepto cuando dos o más equipos tienen un día libre. Cada equipo juega 20 juegos de interliga a lo largo de la temporada, generalmente con solo un juego de interliga por día, pero durante un fin de semana a fines de mayo, todos los equipos participarán en una serie de interliga. Antes de 2013, el juego interliga estaba estructurado de manera diferente: había un fin de semana a mediados de mayo y otro período que consistía típicamente en los últimos dos tercios de junio en el que todos los equipos jugaban partidos interliga (excepto dos equipos de la Liga Nacional cada día), y ningún Los juegos de interligas estaban programados fuera de esas fechas. (Antes de 2013, el juego interliga durante toda la temporada no era necesario, porque cada liga tenía un número par de equipos. En 2013, los Astros de Houston se trasladaron a la Liga Americana, de modo que cada liga tendría 15 equipos). Antes de la adopción del bateador designado universal en 2022, si el bateador designado estaba en uso dependía de si el equipo local era de la Liga Americana, donde se usaba el bateador designado, o de la Liga Nacional, donde no lo estaba.
A partir de la temporada 2023, la fórmula de programación cambió y cada equipo juega al menos una serie contra todos los demás equipos cada año. Cada equipo disputa 14 juegos contra equipos de la misma división, con una serie de 3 juegos y una de 4 juegos en cada parque, seis juegos contra equipos dentro de la misma liga pero en otras divisiones, con una serie de 3 juegos en cada parque y una serie de 3 juegos contra equipos de la otra liga, alternando equipos locales cada año, excepto el rival interliga designado de cada equipo, que seguirá consistiendo en dos series de 2 juegos en cada uno de los parques locales de los equipos.
A partir de la temporada 2022, los equipos compiten por los seis puestos de playoffs en sus respectivas ligas. Para asegurarse un lugar, un equipo debe ganar su división o conseguir un lugar comodín al tener uno de los tres mejores récords entre los no ganadores en toda su liga. Con la adopción de un tercer comodín, la práctica anterior de romper empates con un juego adicional de la temporada regular, conocido como juego 163, se abandonó en favor de una fórmula de desempate.

### Juego de estrellas
Entre principios y mediados de julio, justo después de la mitad de la temporada, se lleva a cabo el Juego de Estrellas de las Grandes Ligas de Béisbol durante un receso de cuatro días del calendario de la temporada regular. El Juego de las Estrellas cuenta con un equipo de jugadores de la Liga Americana (AL), dirigido por el entrenador del equipo anterior de la Serie Mundial de la AL, y un equipo de jugadores de la Liga Nacional (NL), manejado de manera similar, en un juego de exhibición. De 1959 a 1962, se llevaron a cabo dos juegos cada temporada, uno en julio y otro en agosto. La regla del bateador designado (DH) se usó en el Juego de Estrellas por primera vez en 1989. Los siguientes juegos usaron un DH cuando el juego se jugó en un estadio de béisbol de la AL. Desde 2010, la regla del bateador designado ha estado vigente independientemente del lugar.
El primer Juego de Estrellas oficial se llevó a cabo como parte de la Feria Mundial de 1933 en Chicago, Illinois, y fue idea de Arch War, entonces editor de deportes de The Chicago Tribune. Inicialmente destinado a ser un evento de una sola vez, su gran éxito dio como resultado que el juego fuera anual. La contribución de Ward fue reconocida por la Major League Baseball en 1962 con la creación del "Trofeo Arch Ward", otorgado al Jugador Más Valioso del Juego de Estrellas cada año. (En 1970, pasó a llamarse Trofeo del Comisionado, hasta 1985, cuando se revirtió el cambio de nombre En 2002, pasó a llamarse Premio Ted Williams al Jugador Más Valioso).[cita requerida]
A partir de 1947, los fanáticos votaron por los ocho jugadores de posición en la alineación inicial de cada equipo. La votación de los fanáticos se suspendió después de un escándalo de relleno de urnas en 1957 en Cincinnati: siete de los ocho espacios fueron originalmente para jugadores de los Reds, dos de los cuales fueron eliminados posteriormente de la alineación para dejar espacio a Willie Mays y Hank Aaron. La votación de los fanáticos se restableció en 1970 y ha continuado desde entonces, incluyendo la votación por Internet en los últimos años.[cita requerida]
El concurso de 2002 en Milwaukee terminó polémicamente en un empate de 11 entradas cuando ambos mánagers se quedaron sin lanzadores. En respuesta, a partir de 2003, la liga que gana el Juego de Estrellas recibió la ventaja de local en la Serie Mundial: el campeón de la liga organizó los dos primeros juegos en su propio estadio, así como los dos últimos (si es necesario). La Liga Nacional no ganó un Juego de Estrellas y, por lo tanto, obtuvo la ventaja de jugar en casa hasta 2010; pudo superar esta desventaja y ganar en tres de las siete Series Mundiales de 2003 a 2009. Esto se suspendió después de la temporada 2016.
Las Estrellas de la MLB de ambas ligas han usado uniformes de sus respectivos equipos en el juego con una excepción. En el Juego de Estrellas de 1933, los miembros del Equipo de Estrellas de la Liga Nacional vistieron uniformes grises especiales con las palabras "Liga Nacional" escritas en letras azul marino en la parte delantera de la camiseta.
El 3 de julio de 2020, se anunció que el Juego de Estrellas de las Grandes Ligas de Béisbol de 2020 que estaba programado para llevarse a cabo en Los Ángeles no se jugaría debido a la pandemia de COVID-19. Como compensación, Los Ángeles recibió el próximo Juego de Estrellas llevado a cabo en 2022.

### Postemporada
La temporada regular termina después del primer domingo de octubre (o el último domingo de septiembre), después de lo cual doce equipos ingresan a los playoffs de la postemporada. Estos doce equipos están formados por los seis campeones de división y seis equipos "comodín": el equipo con el mejor récord general de victorias y derrotas en cada una de las seis divisiones y los tres equipos de cada liga con los mejores registros además de los campeones de división. Se juegan cuatro rondas de series de juegos para determinar el campeón:
- La Wild Card Series, un desempate al mejor de tres juegos entre el campeón de la división cabeza de serie más baja y tres "equipos comodín", las cabezas de serie más altas albergarán los tres juegos.

- La Serie Divisional de la Liga Americana y la Serie Divisional de la Liga Nacional, ya con cuatro equipos en la Liga Americana y en la Liga Nacional, el wild card o comodín enfrenta al equipo de mejor porcentaje de victorias entre los campeones de división, y los dos restantes a su vez llevan a cabo su tanda de partidos a jugar, el vencedor es el que gana 3 partidos en una serie de 5 partidos.

- Serie de Campeonato de la Liga Americana y la Serie de Campeonato de la Liga Nacional, aquí se enfrentan los dos equipos ganadores de su respectiva serie divisional, el primero que gane 4 partidos en una serie de 7 partidos es el vencedor.

- La Serie Mundial es la fase final que consiste en una serie al mejor de siete juegos jugada entre los ganadores de la Serie de Campeonato de cada liga.

Dentro de cada liga, los ganadores de la división son los cabeza de serie n.º 1, n.º 2 y n.º 3, según los registros de victorias y derrotas. El equipo con el mejor récord entre los ganadores de otras divisiones será el primer comodín y el cabeza de serie n.º 4. El equipo con el segundo mejor récord entre los ganadores de otras divisiones será el segundo comodín y el cabeza de serie n.º 5. El equipo con el tercer mejor registro será el tercer comodín y el sexto cabeza de serie. En la ronda de comodines, el cabeza de serie n.° 3 recibirá al cabeza de serie n.° 6 y el cabeza de serie n.° 4 recibirá al cabeza de serie n.° 5 y el equipo superior será el anfitrión de los tres juegos de la Wild Card Series. Para la serie divisional, el enfrentamiento será el cabeza de serie n.º 1 contra el ganador del n.º 3 y el n.º 6 y el cabeza de serie n.º 2 contra el ganador de los cabeza de serie n.º 4 y n.º 5. Desde 2017, la ventaja de jugar en casa en la Serie Mundial está determinada por los récords de temporada regular de los dos campeones de la liga, reemplazando un sistema utilizado durante las 14 temporadas anteriores donde el campeón de la liga que ganó el Juego de Estrellas recibiría la ventaja de jugar en casa.
| Records de la Serie Mundial                                                                      |                          |                     |                |
| Equipo                                                                                           | Número de Series ganadas | Última Serie ganada | Series jugadas |
| New York Yankees † (AL)                                                                          | 27                       | 2009                | 41             |
| St. Louis Cardinals † (NL)                                                                       | 11                       | 2011                | 19             |
| Athletics † (AL)                                                                                 | 9                        | 1989                | 15             |
| Boston Red Sox † (AL)                                                                            | 9                        | 2018                | 14             |
| Los Angeles Dodgers † (NL)                                                                       | 8                        | 2024                | 22             |
| San Francisco Giants † (NL)                                                                      | 8                        | 2014                | 21             |
| Cincinnati Reds (NL)                                                                             | 5                        | 1990                | 9              |
| Pittsburgh Pirates (NL)                                                                          | 5                        | 1979                | 7              |
| Detroit Tigers (AL)                                                                              | 4                        | 1984                | 11             |
| Atlanta Braves † (NL)                                                                            | 4                        | 2021                | 10             |
| Chicago Cubs (NL)                                                                                | 3                        | 2016                | 11             |
| Baltimore Orioles † (AL)                                                                         | 3                        | 1983                | 7              |
| Minnesota Twins † (AL)                                                                           | 3                        | 1991                | 6              |
| Chicago White Sox † (AL)                                                                         | 3                        | 2005                | 5              |
| Philadelphia Phillies (NL)                                                                       | 2                        | 2008                | 7              |
| Cleveland Guardians † (AL)                                                                       | 2                        | 1948                | 6              |
| New York Mets (NL) *                                                                             | 2                        | 1986                | 4              |
| Kansas City Royals (AL) *                                                                        | 2                        | 2015                | 4              |
| Toronto Blue Jays (AL) *                                                                         | 2                        | 1993                | 2              |
| Miami Marlins † (NL) *                                                                           | 2                        | 2003                | 2              |
| Houston Astros † (NL a AL, 2013) *                                                               | 2                        | 2022                | 4 [NL]         |
| Texas Rangers † (AL) *                                                                           | 1                        | 2023                | 3              |
| Arizona Diamondbacks (NL) *                                                                      | 1                        | 2001                | 2              |
| Los Angeles Angels † (AL) *                                                                      | 1                        | 2002                | 1              |
| Washington Nationals † (NL) *                                                                    | 1                        | 2019                | 1              |
| San Diego Padres (NL) *                                                                          | 0                        |                     | 2              |
| Tampa Bay Rays † (AL) *                                                                          | 0                        |                     | 2              |
| Milwaukee Brewers † (AL a NL, 1998) *                                                            | 0                        |                     | 1 [AL]         |
| Colorado Rockies (NL) *                                                                          | 0                        |                     | 1              |
| ‡ Seattle Mariners (AL) *                                                                        | 0                        |                     | 0              |
| AL=Liga Americana (68 victorias) NL=Liga Nacional (52 victorias)                                 |                          |                     |                |
| * se unió a las Ligas Mayores después de 1960 (10 victorias en 21 World Series de 53 desde 1961) |                          |                     |                |
| † El total incluye el récord del equipo en la ciudad anterior o bajo otro nombre.                |                          |                     |                |
| ‡ Todavía no ha jugado la World Series.                                                          |                          |                     |                |
| Más detalles en World Series y Anexo:Series_Mundiales Fuente: MLB.com                            |                          |                     |                |

## Equipos

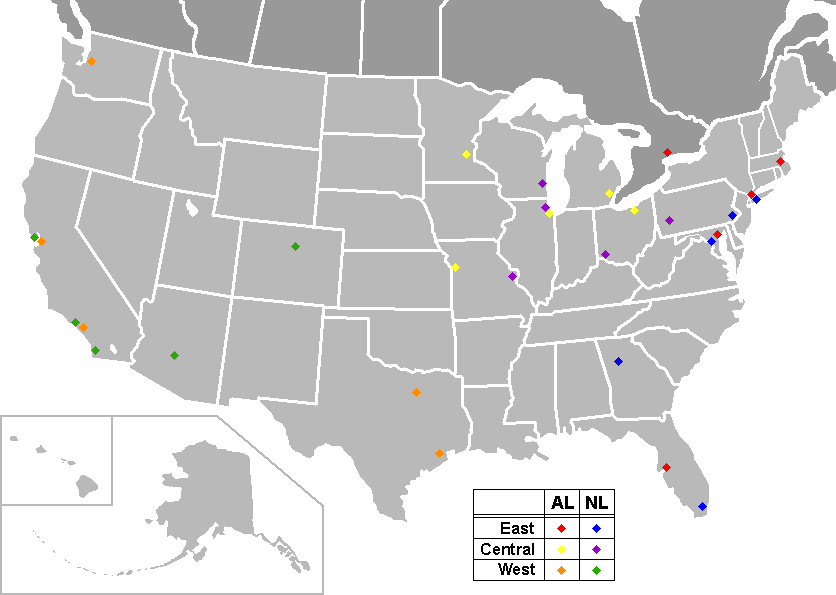

### Historia
La Liga Nacional se fundó en 1876 y tuvo numerosos cambios de equipos en sus primeros años. Desde 1900 hasta 1952 contó con ocho equipos en Boston, Chicago, Cincinnati, Filadelfia, Nueva York (Brooklyn Dodgers y New York Giants), Pittsburgh y St. Louis.
La Liga Americana se fundó en 1901 con ocho equipos en Baltimore, Boston, Chicago, Cleveland, Detroit, Filadelfia, Milwaukee y Washington. En 1902 los Milwaukee Brewers se convirtieron en los St. Louis Browns. En tanto, los Baltimore Orioles se convirtieron en 1903 en los New York Highlanders, luego New York Yankees en 1913. Así, la liga tuvo equipos en Boston, Chicago, Cleveland, Detroit, Filadelfia, Nueva York, St. Louis y Washington desde 1903 hasta 1953.
Luego de la Segunda Guerra Mundial, las Grandes Ligas comenzaron a expandirse hacia el sur y el oeste. En 1953 los Boston Braves se mudaron a Milwaukee. En 1954, los St. Louis Browns se convirtieron en los Baltimore Orioles, y en 1955 los Philadelphia Athletics se convirtieron en los Kansas City Athletics. En 1958 los Brooklyn Dodgers y los New York Giants se mudaron a Los Ángeles y San Francisco respectivamente. En 1961, los Washington Senators se convirtieron en los Minnesota Twins, a la vez que se agregaron dos equipos a la Liga Americana: Los Angeles Angels y los Washington Senators. En 1962 se incorporaron a la Liga Nacional los New York Mets y los Houston Colts, luego Houston Astros.
Los Milwaukee Braves se mudaron a Atlanta en 1966. En 1968 los Kansas City Athletics se mudaron a Oakland. En 1969 se agregaron dos equipos más a la Liga Nacional en Montreal y San Diego, así como dos a la Liga Americana en Kansas City y Seattle; estos últimos se convirtieron el año siguiente en los Milwaukee Brewers.
Los Washington Senators se mudaron a Dallas-Fort Worth en 1972 para convertirse en los Texas Rangers. En 1977 se incorporaron los Toronto Blue Jays y los Seattle Mariners.
En 1993, a la Liga Nacional se sumaron equipos en Denver y Miami. En 1998 se incorporaron equipos en Phoenix a la Liga Nacional y Tampa Bay a la Liga Americana. También en 1998, los Milwaukee Brewers se mudaron de la Liga Americana a la Liga Nacional.
En 2005 los Montreal Expos se convirtieron en los Washington Nationals.
En 2013 los Houston Astros se mudaron de la Liga Nacional a la Liga Americana para igualar a 15 equipos por liga.

### Equipos actuales
| Liga Americana | Liga Americana      | Liga Americana | Liga Americana                  | Liga Americana               | Liga Americana | Liga Americana |
| División       | Equipo              | Fundación      | Ciudad/Área                     | Estadio                      | Inauguración   | Capacidad      |
| -------------- | ------------------- | -------------- | ------------------------------- | ---------------------------- | -------------- | -------------- |
| Este           | Baltimore Orioles   | 19011          | Baltimore, Maryland             | Oriole Park at Camden Yards  | 1992           | 48.876         |
| Este           | Boston Red Sox      | 1901           | Boston, Massachusetts           | Fenway Park                  | 1912           | 39.928         |
| Este           | New York Yankees    | 19012          | Bronx, Nueva York, Nueva York   | Yankee Stadium               | 2009           | 54.251         |
| Este           | Tampa Bay Rays      | 1998           | San Petersburgo, Tampa, Florida | George M. Steinbrenner Field | 1996           | 11.026         |
| Este           | Toronto Blue Jays   | 1977           | Toronto, Ontario, Canadá        | Rogers Centre                | 1989           | 53.506         |
| Central        | Chicago White Sox   | 1901           | Chicago, Illinois               | Guaranteed Rate Field        | 1991           | 40.615         |
| Central        | Cleveland Guardians | 1901           | Cleveland, Ohio                 | Progressive Field            | 1994           | 43.345         |
| Central        | Detroit Tigers      | 1901           | Detroit, Míchigan               | Comerica Park                | 2000           | 41.083         |
| Central        | Kansas City Royals  | 1969           | Kansas City, Misuri             | Kauffman Stadium             | 1973           | 40.933         |
| Central        | Minnesota Twins     | 19013          | Mineápolis, Minnesota           | Target Field                 | 2010           | 40.000         |
| Oeste          | Houston Astros      | 19624          | Houston, Texas                  | Minute Maid Park             | 2000           | 40.950         |
| Oeste          | Los Angeles Angels  | 1961           | Anaheim, California             | Angel Stadium of Anaheim     | 1966           | 45.050         |
| Oeste          | Athletics           | 19015          | Sacramento, California          | Sutter Health Park           | 2000           | 10.624         |
| Oeste          | Seattle Mariners    | 1977           | Seattle, Washington             | T-Mobile Park                | 1999           | 47.116         |
| Oeste          | Texas Rangers       | 19616          | Arlington, Texas                | Globe Life Field             | 2020           | 40.300         |

1 Milwaukee Brewers en 1901; St. Louis Browns de 1902-1953.
2 Baltimore Orioles de 1901-1902, New York Highlanders de 1903-1912.
3 Washington Senators de 1901-1960.
4 En la Liga Nacional 1962-2012.
5 En Philadelphia de 1901-1954; Kansas City de 1955-1967.
6 Washington Senators de 1961-1971.
| Liga Nacional | Liga Nacional         | Liga Nacional | Liga Nacional                  | Liga Nacional            | Liga Nacional | Liga Nacional |
| División      | Equipo                | Fundación     | Ciudad/Área                    | Estadio                  | Inauguración  | Capacidad     |
| ------------- | --------------------- | ------------- | ------------------------------ | ------------------------ | ------------- | ------------- |
| Este          | Atlanta Braves        | 18761         | Atlanta, Georgia               | Truist Park              | 2017          | 41.500        |
| Este          | Miami Marlins         | 1993          | Miami, Florida                 | LoanDepot Park           | 2012          | 36.742        |
| Este          | New York Mets         | 1962          | Queens, Nueva York, Nueva York | Citi Field               | 2009          | 41.800        |
| Este          | Philadelphia Phillies | 1883          | Filadelfia, Pensilvania        | Citizens Bank Park       | 2004          | 43.647        |
| Este          | Washington Nationals  | 19692         | Washington D. C.               | Nationals Park           | 2008          | 41.222        |
| Central       | Chicago Cubs          | 1876          | Chicago, Illinois              | Wrigley Field            | 1914          | 41.160        |
| Central       | Cincinnati Reds       | 1882          | Cincinnati, Ohio               | Great American Ball Park | 2003          | 42.059        |
| Central       | Milwaukee Brewers     | 19693         | Milwaukee, Wisconsin           | American Family Field    | 2001          | 41.900        |
| Central       | Pittsburgh Pirates    | 1882          | Pittsburgh, Pensilvania        | PNC Park                 | 2001          | 38.496        |
| Central       | St. Louis Cardinals   | 1882          | San Luis, Misuri               | Busch Stadium            | 2006          | 43.975        |
| Oeste         | Arizona Diamondbacks  | 1998          | Phoenix, Arizona               | Chase Field              | 1998          | 49.033        |
| Oeste         | Colorado Rockies      | 1993          | Denver, Colorado               | Coors Field              | 1995          | 50.445        |
| Oeste         | Los Angeles Dodgers   | 18904         | Los Ángeles, California        | Dodger Stadium           | 1962          | 56.000        |
| Oeste         | San Diego Padres      | 1969          | San Diego, California          | Petco Park               | 2004          | 42.445        |
| Oeste         | San Francisco Giants  | 18835         | San Francisco, California      | Oracle Park              | 2000          | 41.915        |

1 En Boston de 1876-1952; Milwaukee 1953-1965.
2 Expos de Montreal de 1969-2004.
3 Seattle Pilots en 1969, en la Liga Americana 1969-1998.
4 En Brooklyn de 1890-1957.
5 En Nueva York de 1883-1957.

## Historial
La Serie Mundial es el campeonato anual de las Grandes Ligas de Béisbol (MLB), que marca el clímax de la postemporada. Disputada por primera vez en 1903, esta serie enfrenta a los campeones de la Liga Nacional (NL) y la Liga Americana (AL) en un playoff al mejor de siete partidos, conocido como el “Clásico de Otoño”. Desde su inicio, se ha jugado todos los años, salvo en 1904, cuando los New York Giants, campeones de la NL, se negaron a competir contra los Boston Americans de la AL, y en 1994, cuando una huelga de jugadores llevó a su cancelación.
El formato al mejor de siete partidos ha sido el estándar en casi todas las ediciones, con excepciones en 1903, 1919, 1920 y 1921, cuando se utilizó un desempate al mejor de nueve. Aunque tradicionalmente se celebra en octubre, algunas series han incluido partidos en septiembre o noviembre.
El equipo vencedor recibe el Trofeo del Comisionado, mientras que los jugadores, entrenadores y personal asociado son premiados con anillos de la Serie Mundial, una tradición que reemplazó a reconocimientos previos como relojes de bolsillo o medallones. Además, el equipo campeón es habitualmente invitado a la Casa Blanca para un encuentro con el Presidente de los Estados Unidos, consolidando la relevancia cultural y deportiva de este evento icónico.
| Año  | Ganador | Liga | Juegos | Perdedor | Liga | Juegos | MVP |
| ---- | --- | --- | --- | --- | --- | --- | --- |
| 1903 | Boston Red Sox | AL | 5 | Pittsburgh Pirates                                                                                                | NL | 3 | Otorgado desde 1955                                                                                               |
| 1904 | Cancelada debido al boicot del presidente de New York Giants (NL) frente a Boston Red Sox (AL) - (no hubo serie). | Cancelada debido al boicot del presidente de New York Giants (NL) frente a Boston Red Sox (AL) - (no hubo serie). | Cancelada debido al boicot del presidente de New York Giants (NL) frente a Boston Red Sox (AL) - (no hubo serie). | Cancelada debido al boicot del presidente de New York Giants (NL) frente a Boston Red Sox (AL) - (no hubo serie). | Cancelada debido al boicot del presidente de New York Giants (NL) frente a Boston Red Sox (AL) - (no hubo serie). | Cancelada debido al boicot del presidente de New York Giants (NL) frente a Boston Red Sox (AL) - (no hubo serie). | Cancelada debido al boicot del presidente de New York Giants (NL) frente a Boston Red Sox (AL) - (no hubo serie). |
| 1905 | New York Giants                                                                                                   | NL | 4 | Philadelphia Athletics                                                                                            | AL | 1 | --- |
| 1906 | Chicago White Sox                                                                                                 | AL | 4 | Chicago Cubs | NL | 2 | --- |
| 1907 | Chicago Cubs | NL | 4 | Detroit Tigers | AL | 0 * | --- |
| 1908 | Chicago Cubs | NL | 4 | Detroit Tigers | AL | 1 | --- |
| 1909 | Pittsburgh Pirates                                                                                                | NL | 4 | Detroit Tigers | AL | 3 | --- |
| 1910 | Philadelphia Athletics                                                                                            | AL | 4 | Chicago Cubs | NL | 1 | --- |
| 1911 | Philadelphia Athletics                                                                                            | AL | 4 | New York Giants                                                                                                   | NL | 2 | --- |
| 1912 | Boston Red Sox | AL | 4 | New York Giants                                                                                                   | NL | 3 * | --- |
| 1913 | Philadelphia Athletics                                                                                            | AL | 4 | New York Giants                                                                                                   | NL | 1 | --- |
| 1914 | Boston Braves | NL | 4 | Philadelphia Athletics                                                                                            | AL | 0 | --- |
| 1915 | Boston Red Sox | AL | 4 | Philadelphia Phillies                                                                                             | NL | 1 | --- |
| 1916 | Boston Red Sox | AL | 4 | Brooklyn Robins                                                                                                   | NL | 1 | --- |
| 1917 | Chicago White Sox                                                                                                 | AL | 4 | New York Giants                                                                                                   | NL | 2 | --- |
| 1918 | Boston Red Sox | AL | 4 | Chicago Cubs | NL | 2 | ---- |
| 1919 | Cincinnati Reds                                                                                                   | NL | 5 | Chicago White Sox                                                                                                 | AL | 3 | --- |
| 1920 | Cleveland Guardians                                                                                               | AL | 5 | Brooklyn Robins                                                                                                   | NL | 2 | --- |
| 1921 | New York Giants                                                                                                   | NL | 5 | New York Yankees                                                                                                  | AL | 3 | --- |
| 1922 | New York Giants                                                                                                   | NL | 4 | New York Yankees                                                                                                  | AL | 0 * | --- |
| 1923 | New York Yankees                                                                                                  | AL | 4 | New York Giants                                                                                                   | NL | 2 | --- |
| 1924 | Washington Senators                                                                                               | AL | 4 | New York Giants                                                                                                   | NL | 3 | --- |
| 1925 | Pittsburgh Pirates                                                                                                | NL | 4 | Washington Senators                                                                                               | AL | 3 | ---- |
| 1926 | St. Louis Cardinals                                                                                               | NL | 4 | New York Yankees                                                                                                  | AL | 3 | --- |
| 1927 | New York Yankees                                                                                                  | AL | 4 | Pittsburgh Pirates                                                                                                | NL | 0 | --- |
| 1928 | New York Yankees                                                                                                  | AL | 4 | St. Louis Cardinals                                                                                               | NL | 0 | --- |
| 1929 | Philadelphia Athletics                                                                                            | AL | 4 | Chicago Cubs | NL | 1 | --- |
| 1930 | Philadelphia Athletics                                                                                            | AL | 4 | St. Louis Cardinals                                                                                               | NL | 2 | --- |
| 1931 | St. Louis Cardinals                                                                                               | NL | 4 | Philadelphia Athletics                                                                                            | AL | 3 | --- |
| 1932 | New York Yankees                                                                                                  | AL | 4 | Chicago Cubs | NL | 0 | --- |
| 1933 | New York Giants                                                                                                   | NL | 4 | Washington Senators                                                                                               | AL | 1 | ---- |
| 1934 | St. Louis Cardinals                                                                                               | NL | 4 | Detroit Tigers | AL | 3 | --- |
| 1935 | Detroit Tigers | AL | 4 | Chicago Cubs | NL | 2 | --- |
| 1936 | New York Yankees                                                                                                  | AL | 4 | New York Giants                                                                                                   | NL | 2 | --- |
| 1937 | New York Yankees                                                                                                  | AL | 4 | New York Giants                                                                                                   | NL | 1 | --- |
| 1938 | New York Yankees                                                                                                  | AL | 4 | Chicago Cubs | NL | 0 | --- |
| 1939 | New York Yankees                                                                                                  | AL | 4 | Cincinnati Reds                                                                                                   | NL | 0 | --- |
| 1940 | Cincinnati Reds                                                                                                   | NL | 4 | Detroit Tigers | AL | 3 | --- |
| 1941 | New York Yankees                                                                                                  | AL | 4 | Brooklyn Dodgers                                                                                                  | NL | 1 | --- |
| 1942 | St. Louis Cardinals                                                                                               | NL | 4 | New York Yankees                                                                                                  | AL | 1 | --- |
| 1943 | New York Yankees                                                                                                  | AL | 4 | St. Louis Cardinals                                                                                               | NL | 1 | --- |
| 1944 | St. Louis Cardinals                                                                                               | NL | 4 | St. Louis Browns                                                                                                  | AL | 2 | --- |
| 1945 | Detroit Tigers | AL | 4 | Chicago Cubs | NL | 3 | --- |
| 1946 | St. Louis Cardinals                                                                                               | NL | 4 | Boston Red Sox | AL | 3 | --- |
| 1947 | New York Yankees                                                                                                  | AL | 4 | Brooklyn Dodgers                                                                                                  | NL | 3 | --- |
| 1948 | Cleveland Guardians                                                                                               | AL | 4 | Boston Braves | NL | 2 | --- |
| 1949 | New York Yankees                                                                                                  | AL | 4 | Brooklyn Dodgers                                                                                                  | NL | 1 | --- |
| 1950 | New York Yankees                                                                                                  | AL | 4 | Philadelphia Phillies                                                                                             | NL | 0 | --- |
| 1951 | New York Yankees                                                                                                  | AL | 4 | New York Giants                                                                                                   | NL | 2 | --- |
| 1952 | New York Yankees                                                                                                  | AL | 4 | Brooklyn Dodgers                                                                                                  | NL | 3 | --- |
| 1953 | New York Yankees                                                                                                  | AL | 4 | Brooklyn Dodgers                                                                                                  | NL | 2 | --- |
| 1954 | New York Giants                                                                                                   | NL | 4 | Cleveland Guardians                                                                                               | AL | 0 | --- |
| 1955 | Brooklyn Dodgers                                                                                                  | NL | 4 | New York Yankees                                                                                                  | AL | 3 | Johnny Podres |
| 1956 | New York Yankees                                                                                                  | AL | 4 | Brooklyn Dodgers                                                                                                  | NL | 3 | Don Larsen |
| 1957 | Milwaukee Braves                                                                                                  | NL | 4 | New York Yankees                                                                                                  | AL | 3 | Lew Burdette |
| 1958 | New York Yankees                                                                                                  | AL | 4 | Milwaukee Braves                                                                                                  | NL | 3 | Bob Turley |
| 1959 | Los Angeles Dodgers                                                                                               | NL | 4 | Chicago White Sox                                                                                                 | AL | 2 | Larry Sherry |
| 1960 | Pittsburgh Pirates                                                                                                | NL | 4 | New York Yankees                                                                                                  | AL | 3 | Bobby Richardson (New York)                                                                                       |
| 1961 | New York Yankees                                                                                                  | AL | 4 | Cincinnati Reds                                                                                                   | NL | 1 | Whitey Ford |
| 1962 | New York Yankees                                                                                                  | AL | 4 | San Francisco Giants                                                                                              | NL | 3 | Ralph Terry |
| 1963 | Los Angeles Dodgers                                                                                               | NL | 4 | New York Yankees                                                                                                  | AL | 0 | Sandy Koufax |
| 1964 | St. Louis Cardinals                                                                                               | NL | 4 | New York Yankees                                                                                                  | AL | 3 | Bob Gibson |
| 1965 | Los Angeles Dodgers                                                                                               | NL | 4 | Minnesota Twins                                                                                                   | AL | 3 | Sandy Koufax |
| 1966 | Baltimore Orioles                                                                                                 | AL | 4 | Los Angeles Dodgers                                                                                               | NL | 0 | Frank Robinson |
| 1967 | St. Louis Cardinals                                                                                               | NL | 4 | Boston Red Sox | AL | 3 | Bob Gibson |
| 1968 | Detroit Tigers | AL | 4 | St. Louis Cardinals                                                                                               | NL | 3 | Mickey Lolich |
| 1969 | New York Mets | NL | 4 | Baltimore Orioles                                                                                                 | AL | 1 | Donn Clendenon |
| 1970 | Baltimore Orioles                                                                                                 | AL | 4 | Cincinnati Reds                                                                                                   | NL | 1 | Brooks Robinson                                                                                                   |
| 1971 | Pittsburgh Pirates                                                                                                | NL | 4 | Baltimore Orioles                                                                                                 | AL | 3 | Roberto Clemente                                                                                                  |
| 1972 | Oakland Athletics                                                                                                 | AL | 4 | Cincinnati Reds                                                                                                   | NL | 3 | Gene Tenace |
| 1973 | Oakland Athletics                                                                                                 | AL | 4 | New York Mets | NL | 3 | Reggie Jackson |
| 1974 | Oakland Athletics                                                                                                 | AL | 4 | Los Angeles Dodgers                                                                                               | NL | 1 | Rollie Fingers |
| 1975 | Cincinnati Reds                                                                                                   | NL | 4 | Boston Red Sox | AL | 3 | Pete Rose |
| 1976 | Cincinnati Reds                                                                                                   | NL | 4 | New York Yankees                                                                                                  | AL | 0 | Johnny Bench |
| 1977 | New York Yankees                                                                                                  | AL | 4 | Los Angeles Dodgers                                                                                               | NL | 2 | Reggie Jackson |
| 1978 | New York Yankees                                                                                                  | AL | 4 | Los Angeles Dodgers                                                                                               | NL | 2 | Bucky Dent |
| 1979 | Pittsburgh Pirates                                                                                                | NL | 4 | Baltimore Orioles                                                                                                 | AL | 3 | Willie Stargell                                                                                                   |
| 1980 | Philadelphia Phillies                                                                                             | NL | 4 | Kansas City Royals                                                                                                | AL | 2 | Mike Schmidt |
| 1981 | Los Angeles Dodgers                                                                                               | NL | 4 | New York Yankees                                                                                                  | AL | 2 | Ron Cey, Pedro Guerrero y Steve Yeager                                                                            |
| 1982 | St. Louis Cardinals                                                                                               | NL | 4 | Milwaukee Brewers                                                                                                 | AL | 3 | Darrell Porter |
| 1983 | Baltimore Orioles                                                                                                 | AL | 4 | Philadelphia Phillies                                                                                             | NL | 1 | Rick Dempsey |
| 1984 | Detroit Tigers | AL | 4 | San Diego Padres                                                                                                  | NL | 1 | Alan Trammell |
| 1985 | Kansas City Royals                                                                                                | AL | 4 | St. Louis Cardinals                                                                                               | NL | 3 | Bret Saberhagen                                                                                                   |
| 1986 | New York Mets | NL | 4 | Boston Red Sox | AL | 3 | Ray Knight |
| 1987 | Minnesota Twins                                                                                                   | AL | 4 | St. Louis Cardinals                                                                                               | NL | 3 | Frank Viola |
| 1988 | Los Angeles Dodgers                                                                                               | NL | 4 | Oakland Athletics                                                                                                 | AL | 1 | Orel Hershiser |
| 1989 | Oakland Athletics                                                                                                 | AL | 4 | San Francisco Giants                                                                                              | NL | 0 | Dave Stewart |
| 1990 | Cincinnati Reds                                                                                                   | NL | 4 | Oakland Athletics                                                                                                 | AL | 0 | José Rijo |
| 1991 | Minnesota Twins                                                                                                   | AL | 4 | Atlanta Braves | NL | 3 | Jack Morris |
| 1992 | Toronto Blue Jays                                                                                                 | AL | 4 | Atlanta Braves | NL | 2 | Pat Borders |
| 1993 | Toronto Blue Jays                                                                                                 | AL | 4 | Philadelphia Phillies                                                                                             | NL | 2 | Paul Molitor |
| 1994 | Cancelada debido a la huelga de peloteros (12 de agosto de 1994 al 2 de abril de 1995)                            | Cancelada debido a la huelga de peloteros (12 de agosto de 1994 al 2 de abril de 1995)                            | Cancelada debido a la huelga de peloteros (12 de agosto de 1994 al 2 de abril de 1995)                            | Cancelada debido a la huelga de peloteros (12 de agosto de 1994 al 2 de abril de 1995)                            | Cancelada debido a la huelga de peloteros (12 de agosto de 1994 al 2 de abril de 1995)                            | Cancelada debido a la huelga de peloteros (12 de agosto de 1994 al 2 de abril de 1995)                            | Cancelada debido a la huelga de peloteros (12 de agosto de 1994 al 2 de abril de 1995)                            |
| 1995 | Atlanta Braves | NL | 4 | Cleveland Guardians                                                                                               | AL | 2 | Tom Glavine |
| 1996 | New York Yankees                                                                                                  | AL | 4 | Atlanta Braves | NL | 2 | John Wetteland |
| 1997 | Miami Marlins ◊                                                                                                   | NL | 4 | Cleveland Guardians                                                                                               | AL | 3 | Liván Hernández                                                                                                   |
| 1998 | New York Yankees                                                                                                  | AL | 4 | San Diego Padres                                                                                                  | NL | 0 | Scott Brosius |
| 1999 | New York Yankees                                                                                                  | AL | 4 | Atlanta Braves | NL | 0 | Mariano Rivera |
| 2000 | New York Yankees                                                                                                  | AL | 4 | New York Mets ◊                                                                                                   | NL | 1 | Derek Jeter |
| 2001 | Arizona Diamondbacks                                                                                              | NL | 4 | New York Yankees                                                                                                  | AL | 3 | Randy Johnson y Curt Schilling                                                                                    |
| 2002 | Los Angeles Angels ◊                                                                                              | AL | 4 | San Francisco Giants ◊                                                                                            | NL | 3 | Troy Glaus |
| 2003 | Miami Marlins ◊                                                                                                   | NL | 4 | New York Yankees                                                                                                  | AL | 2 | Josh Beckett |
| 2004 | Boston Red Sox ◊                                                                                                  | AL | 4 | St. Louis Cardinals                                                                                               | NL | 0 | Manny Ramírez |
| 2005 | Chicago White Sox                                                                                                 | AL | 4 | Houston Astros ◊                                                                                                  | NL | 0 | Jermaine Dye |
| 2006 | St. Louis Cardinals                                                                                               | NL | 4 | Detroit Tigers ◊                                                                                                  | AL | 1 | David Eckstein |
| 2007 | Boston Red Sox | AL | 4 | Colorado Rockies ◊                                                                                                | NL | 0 | Mike Lowell |
| 2008 | Philadelphia Phillies                                                                                             | NL | 4 | Tampa Bay Rays | AL | 1 | Cole Hamels |
| 2009 | New York Yankees                                                                                                  | AL | 4 | Philadelphia Phillies                                                                                             | NL | 2 | Hideki Matsui |
| 2010 | San Francisco Giants                                                                                              | NL | 4 | Texas Rangers | AL | 1 | Edgar Renteria |
| 2011 | St. Louis Cardinals ◊                                                                                             | NL | 4 | Texas Rangers | AL | 3 | David Freese |
| 2012 | San Francisco Giants                                                                                              | NL | 4 | Detroit Tigers | AL | 0 | Pablo Sandoval |
| 2013 | Boston Red Sox | AL | 4 | St. Louis Cardinals                                                                                               | NL | 2 | David Ortiz |
| 2014 | San Francisco Giants ◊                                                                                            | NL | 4 | Kansas City Royals ◊                                                                                              | AL | 3 | Madison Bumgarner                                                                                                 |
| 2015 | Kansas City Royals                                                                                                | AL | 4 | New York Mets | NL | 1 | Salvador Pérez |
| 2016 | Chicago Cubs | NL | 4 | Cleveland Guardians                                                                                               | AL | 3 | Ben Zobrist |
| 2017 | Houston Astros | AL | 4 | Los Angeles Dodgers                                                                                               | NL | 3 | George Springer                                                                                                   |
| 2018 | Boston Red Sox | AL | 4 | Los Angeles Dodgers                                                                                               | NL | 1 | Steve Pearce |
| 2019 | Washington Nationals ◊                                                                                            | NL | 4 | Houston Astros | AL | 3 | Stephen Strasburg                                                                                                 |
| 2020 | Los Angeles Dodgers                                                                                               | NL | 4 | Tampa Bay Rays | AL | 2 | Corey Seager |
| 2021 | Atlanta Braves | NL | 4 | Houston Astros | AL | 2 | Jorge Soler |
| 2022 | Houston Astros | AL | 4 | Philadelphia Phillies                                                                                             | NL | 2 | Jeremy Peña |
| 2023 | Texas Rangers ◊                                                                                                   | AL | 4 | Arizona Diamondbacks                                                                                              | NL | 1 | Corey Seager |
| 2024 | Los Angeles Dodgers                                                                                               | NL | 4 | New York Yankees                                                                                                  | AL | 1 | Freddie Freeman                                                                                                   |

* indica un juego terminado en empate.

◊ indica equipo Wild card (desde 1995).

### Palmarés
De los 30 equipos que actualmente conforman las Grandes Ligas de Béisbol, 25 han conquistado al menos una vez la Serie Mundial. Sin embargo, cinco franquicias aún no han logrado levantar el trofeo. Entre estos, los Marineros de Seattle destacan como el único equipo que nunca ha disputado una Serie Mundial.
Por otro lado, los New York Yankees se erigen como la franquicia más exitosa, con un récord de 41 apariciones en la Serie Mundial y 27 títulos ganados. Su dominio refleja una tradición de excelencia que los consolida como el equipo más laureado en la historia del béisbol profesional.
| Num | Equipo (Última victoria)     | G  | P  | PCT   | Notas |
| --- | ---------------------------- | -- | -- | ----- | --- |
| 41  | New York Yankees (2009)      | 27 | 15 | .659  | Mayor número de títulos de grandes equipos en los Estados Unidos. |
| 22  | Los Angeles Dodgers (2024)   | 8  | 14 | .364  | 1-8 como Brooklyn Dodgers. |
| 20  | San Francisco Giants (2014)  | 8  | 12 | .400  | 5-9 como New York Giants. En 2010 rompen con 56 años de sequía de títulos, primero de la franquicia en la ciudad de San Francisco (California). |
| 19  | St. Louis Cardinals (2011)   | 11 | 8  | .578  | Más títulos de Serie Mundial para un equipo de la Liga Nacional, segundo general después de los Yankees. |
| 14  | Oakland Athletics (1989)     | 9  | 5  | .642  | 5-3 como Philadelphia Athletics. |
| 13  | Boston Red Sox (2018)        | 9  | 4  | .692  | Al ganar en 2004 terminaron una sequía de 86 años sin ganar la Serie Mundial. |
| 11  | Detroit Tigers (1984)        | 4  | 7  | .364  | |
| 11  | Chicago Cubs (2016)          | 3  | 8  | .273  | En 2016 rompieron la racha de 71 años sin apariciones en la Serie Mundial y de 108 años sin ser campeones. |
| 10  | Atlanta Braves (2021)        | 4  | 6  | .400  | 1-1 como Boston Braves; 1-1 como Milwaukee Braves. |
| 9   | Cincinnati Reds (1990)       | 5  | 4  | .556  | |
| 8   | Philadelphia Phillies (2008) | 2  | 6  | .250  | Phillies ganan su primera Serie Mundial en 1980. |
| 7   | Pittsburgh Pirates (1979)    | 5  | 2  | .714  | Segunda mayor sequía de títulos luego de los Guardians. |
| 7   | Baltimore Orioles (1983)     | 3  | 4  | .428  | 0-1 como St. Louis Browns. |
| 6   | Minnesota Twins (1991)       | 3  | 3  | .500  | 1-2 como Washington Senators. |
| 6   | Cleveland Guardians (1948)   | 2  | 4  | .333  | Equipo ganador de serie mundial que lleva mayor cantidad de años sin revalidar el título. |
| 5   | Chicago White Sox (2005)     | 3  | 2  | .600  | Finalizó una sequía de títulos de 88 años en 2005. |
| 5   | New York Mets (1986)         | 2  | 3  | .400  | Primer equipo de expansión en ganar tanto el banderín de la liga como la Serie Mundial en 1969. |
| 5   | Houston Astros (2022)        | 2  | 3  | .400  | 0-1 en la Liga Nacional (2005); actualmente en la Liga Americana. |
| 4   | Kansas City Royals (2015)    | 2  | 2  | .500  | Primer equipo de expansión de la Liga Americana en participar en su primera Serie Mundial en 1980 y ganarla en 1985. |
| 3   | Texas Rangers (2023)         | 1  | 2  | .333  | |
| 2   | Florida Marlins (2003)       | 2  | 0  | 1.000 | Único equipo en haber jugado en postemporada sin perder ninguna serie de playoff. |
| 2   | Toronto Blue Jays (1993)     | 2  | 0  | 1.000 | Único equipo canadiense en haber ganado la Serie Mundial. |
| 2   | Arizona Diamondbacks (2001)  | 1  | 1  | .500  | Equipo de expansión que más rápido ganó los títulos de liga y Serie Mundial (cuarto año). |
| 2   | San Diego Padres             | 0  | 2  | .000  | Calificó a la Serie Mundial de 1984 y 1998. Perdieron ambas. |
| 2   | Tampa Bay Rays               | 0  | 2  | .000  | Perdió la serie del 2008 frente a los Phillies y la de 2020 frente a los Dodgers. |
| 1   | Los Angeles Angels (2002)    | 1  | 0  | 1.000 | Esperó 42 años para su primera aparición en la Serie Mundial. |
| 1   | Washington Nationals (2019)  | 1  | 0  | 1.000 | 5 veces en postemporada. Una como Montreal Expos (1981) y otras 4 como Washington Nationals (2012, 2014, 2016 y 2019). Ganaron su primera serie de postemporada a los Dodgers en 2019 y posteriormente vencieron a los Saint Louis Cardinals para avanzar por primera vez en la historia de la franquicia a la Serie Mundial. |
| 1   | Milwaukee Brewers            | 0  | 1  | .000  | 0-1 en la Liga Americana (1982); actualmente en la Liga Nacional. |
| 1   | Colorado Rockies             | 0  | 1  | .000  | barrido en la Serie Mundial 2007, 4-0 contra Boston Red Sox. |
| 0   | Seattle Mariners             | 0  | 0  | ----  | Poseen récord de ganados-perdidos de las Grandes Ligas con 116-46, sin embargo, esto no bastó para llegar a la Serie Mundial. Perdieron en la serie de campeonato 4-1 contra los Yankees de Nueva York en 2001. |

Datos actualizados: Al 15 de abril de 2025

## Reglamento
La Liga Americana se distingue de la Liga Nacional en que se usa la regla del bateador designado. En juegos de la Liga Nacional el lanzador suele ser el noveno bateador. Durante el juego de la Serie Mundial, el empleo de esta distinción depende del lugar en donde el partido es jugado. Por ejemplo, si el partido es jugado en Yankee Stadium, las reglas de la Liga Americana toman efecto porque el equipo que juega en dicho estadio es de esta liga.
Comenzando on la temporada 2022, el bateador designado se usará en ambas ligas (Nacional y Americana) durante la pretemporada, la temporada regular y la postemporada. Esto remplaza al lanzador que ya no va a batear en el orden de bateo.
En el Juego de las Estrellas se utilizará siempre el bateador designado, la diferencia radica en la forma de elección del bateador designado.
Numerosas ligas profesionales norteamericanas utilizan un tope salarial estricto, para evitar que los equipos más ricos acaparen los mejores jugadores. Eso no corre en las Grandes Ligas de Béisbol, pero desde 1996 existe un "impuesto al lujo", por el cual los equipos que tienen un presupuesto salarial mayor al límite establecido deben pagar un impuesto a la liga. Dependiendo de la cantidad de excesos en las últimas cinco temporadas, el impuesto puede tener una tasa de entre el 17.5% y el 50%, siempre en proporción al monto excedido. Los New York Yankees han pagado la gran mayoría del impuesto al lujo.
Comenzando con la temporada del 2023 se introdujo un cronómetro de pitcheo para limitar el tiempo entre lanzamientos a 15 segundos cuando no hayan corredores en base y a 20 segundos con corredores en base. Durante el primer mes de la temporada el tiempo promedio de juego se redujo por casi 30 minutos con respecto a la temporada anterior.

## Transacciones

### Roster activo, ampliado y de postemporada
A partir de la temporada 2022, cada equipo de las Grandes Ligas de Béisbol cuenta con un roster activo de 26 jugadores, un roster ampliado de 28 y un roster de reserva de jugadores de 40. Los beisbolistas del roster de 26 son elegibles para jugar en partidos oficiales de las Grandes Ligas durante toda la campaña. El roster de reserva de 40 incluye a los jugadores en la lista de 26 y hasta 14 más que pueden estar la lista de lesionados (7, 10, 15 o 60 días); en licencia por paternidad (3 días); o que están en las filiales de las Ligas Menores de Béisbol.

### Intercambios
Los equipos sólo pueden intercambiar jugadores que estén bajo contrato. Los intercambios entre dos o más equipos de las Grandes Ligas pueden ocurrir libremente en cualquier momento durante un periodo que comienza dos días después de la fecha del juego final de la Serie Mundial más reciente y cierra a las 4 p. m., hora de verano del Este (UTC 2000) el 31 de julio. 
A diferencia de otras ligas como la NFL, la NHL, la MLS y la NBA, los equipos de Grandes Ligas no pueden intercambiar selecciones de draft (con la excepción.

### Waivers
Es el proceso en el que los jugadores liberados se ponen a disposición de otros equipos para que puedan reclamarlos. Cualquier jugador bajo contrato puede ser colocado en waivers en cualquier momento. Antes de la abolición de los intercambios de agosto en 2019, los equipos debían, previamente, colocar en waivers a cualquier jugador que desearan intercambiar después de la fecha límite del 31 de julio de MLB.
Si un jugador es puesto en waivers, cualquier equipo puede reclamarlo. Si más de un club reclama al beisbolista de la lista, el equipo con el récord más bajo en la liga tiene preferencia. Si ningún equipo en la liga del jugador lo reclama, el equipo con el récord más bajo en la otra liga obtiene preferencia. En el primer mes de la temporada, la preferencia se determina utilizando la clasificación del año anterior.de las selecciones de draft de equilibrio competitivo, pero pueden adquirir los derechos de las selecciones de draft de la Regla 5.

### Asignación a un equipo de ligas menores

#### Opciones
Las opciones están reguladas por la Regla 11 (C) de la MLB. Un jugador tiene un número finito de años de opción en los que puede ser transferido entre las ligas mayores y menores hasta cinco veces por temporada. Si un jugador está en el roster de reserva de 40 pero no en el plantel activo de las Grandes Ligas, se dice que está en asignación opcional: su organización puede moverlo libremente entre el club de las Grandes Ligas y el club de las Ligas Menores.

#### Designado para asignación
Un jugador designado para asignación es eliminado inmediatamente del roster de 40. Esto le da al equipo tiempo para decidir qué hacer con él mientras libera un lugar en el roster para otra transacción, si es necesario. Una vez que un jugador es designado para asignación, el equipo tiene 7 días para intercambiarlo, liberarlo, ponerlo en waivers o transferirlo a las menores.

#### Consentimiento de los veteranos
Si un jugador tiene 5 años de servicio en las Grandes Ligas, no podrá ser asignado a un equipo de ligas menores sin su consentimiento. Esta exclusión se aplica independientemente de si aún no ha sido transferido al equipo original, tiene opciones restantes o ha superado waivers. Si el jugador niega su consentimiento, el equipo deberá liberarlo o mantenerlo en el roster de las Grandes Ligas.

### Lista de lesionados
Un jugador puede ser colocado en la lista de lesionados debido a una condición médica. Esto elimina al beisbolista del roster de 25 y no es elegible para jugar durante al menos 10 días consecutivos. Los jugadores en la lista de lesionados de 10 días todavía forman parte del roster de 40. Un jugador lesionado también puede ser colocado en la lista de 60 días para eliminarlo del roster de 40, con la condición de que no sea elegible para jugar durante al menos 60 días consecutivos.

### Lista de duelo y emergencia médica familiar
La lista de duelo se usa cuando un jugador debe abandonar el equipo para atender una enfermedad grave o la muerte de un familiar inmediato. Un jugador incluido en la lista de duelo perderá un mínimo de tres juegos y un máximo de siete juegos. El equipo puede utilizar a otro jugador de su roster de 40 para reemplazarlo.

### Lista de paternidad
La lista de licencia por paternidad se usa cuando un jugador decide dejar el equipo para asistir al nacimiento de su hijo. El beisbolista perderá el próximo juego del equipo, pero no más de tres juegos. El equipo puede utilizar a otro jugador de su roster de 40 para reemplazarlo.

### Draft de Regla 5
Si un jugador que no está en el roster de 40 ha pasado cuatro años con un contrato de ligas menores, firmado originalmente cuando tenía 19 años de edad o más, o cinco años cuando fue firmado antes de los 19 años, es elegible para ser seleccionado por cualquier equipo en el draft de la regla 5, durante la temporada baja. Si es elegido, el jugador debe permanecer en el roster de 26 de las Grandes Ligas del equipo seleccionado durante toda la temporada después del draft; no puede ser enviado a las ligas menores ni designado a ellas.

## Contratos televisivos

### Estados Unidos

#### Historia
La MLB comenzó a emitirse en televisión en Estados Unidos a fines de la década de 1940, y las cadenas alternaron transmisiones hasta la década de 1960. En 1966 NBC se convirtió en la cadena oficial de la MLB. En 1976 NBC pasó a compartir transmisiones con ABC. Desde 1990 hasta 1993, CBS tuvo los derechos exclusivos de televisión terrestre.
En 1994 se creó The Baseball Network, una alianza entre la MLB, ABC y NBC, pero se produjo una huelga de jugadores y se abandonó luego de la temporada 1995. Desde 1996 hasta 2000, NBC y Fox compartieron los derechos. En 2001, Fox se convirtió en la única cadena de aire.
En cuanto a canales de pago, USA Network emitió partidos desde 1979 hasta 1983. ESPN comenzó a transmitir partidos en 1990. En 2007 se unió TBS y en 2009 se creó un canal propio, MLB Network. Además, algunas cadenas han emitido partidos en sus canales de cable, en particular FX desde 1997 hasta 2001, y Fox Sports 1 a partir de 2014.
Por otra parte, cada equipo negocia los derechos de transmisión en su región. Originalmente solían ser canales de aire, mientras que actualmente se tratan principalmente de canales pagos.

#### Presente
Actualmente son varias las emisoras de las Grandes Ligas, entre ellas Fox, ESPN, TBS, y MLB Network. Desde 2008, Fox Sports (FS1, FOX y Fox Deportes) ha transmitido juegos de la MLB en la sección Fox Saturday Baseball durante toda la temporada; la cadena anteriormente solo emitía juegos de mayo a septiembre. Fox también tiene los derechos exclusivos del All-Star Game todas las temporadas y alterna las transmisiones de la Serie Divisional y la Serie de Campeonato de la Liga, transmitiendo los juegos de la Serie Divisional (ALDS) y la Serie de Campeonato de la Liga Americana (ALCS) en años impares y los de la Serie Divisional (NLDS) y la Serie de Campeonato de la Liga Nacional (NLCS) en años pares respectivamente. Fox Sports transmite todos los juegos de la Serie Mundial. ESPN (incluyendo ABC e ESPN Deportes) también continua con sus transmisiones de juegos de la MLB siendo emisora oficial desde 1990, comenzando con la cobertura nacional del Opening Day.La cadena transmite el programa Baseball Tonight previo a su juego semanal de la temporada regular titulado: Sunday Night Baseball y otros juegos selectos entre semana. ESPN también tiene los derechos del Home Run Derby cada julio y en la postemporada emite en exclusiva la Wild Card Series.
TBS inicialmente transmitió los juegos de los domingos por la tarde de la temporada regular (no exclusivos) a nivel nacional, pero a partir de 2022 han sido reemplazados por los juegos de los martes por la noche. Desde 2007 hasta 2020, TBS contó con los derechos exclusivos para cualquier juego de desempate que determine la división o los campeones de la Wild Card. La cadena transmite la Serie Divisional y la Serie de Campeonato de la Liga que no está incluida en el acuerdo de televisión de Fox; es decir, muestra la NLDS y NLCS en años impares y la ALDS y ALCS en años pares.
En enero de 2009, la MLB lanzó MLB Network, la cual presenta noticias y cobertura de toda la liga, así como transmite 26 juegos en vivo desde la temporada 2009. Cada equipo también tiene transmisiones locales para todos los juegos que no transmite Fox los sábados o ESPN los domingos por la noche. Estos juegos generalmente se dividen entre una estación de televisión local y una red de deportes local o regional (Regional Sports Network/RSN), aunque algunos equipos solo transmiten juegos locales a través de RSN's o mediante las redes de su propio equipo. Como Canadá solo tiene un equipo, Sportsnet transmite los juegos de los Toronto Blue Jays a nivel nacional. El canal es propiedad de Rogers Communications, quien también es la empresa matriz de los Blue Jays. Sportsnet también televisa los juegos de los sábados por la tarde de Fox, el Juego de Estrellas, los juegos de playoffs y la Serie Mundial. En abril de 2011, TSN2 comenzó a transmitir el Sunday Night Baseball de ESPN en Canadá. TVA Sports emite los juegos de los Blue Jays en francés.
Varios partidos de la MLB son transmitidos en exclusiva mediante el streaming. Después de un año de juegos semanales en Facebook, la MLB se asoció con YouTube para transmitir juegos semanales en dicho sitio web a partir de la temporada 2019 y hasta 2022. En 2022, la MLB hizo un trato con Apple Inc. para lanzar Friday Night Baseball (una doble cartelera de juegos de los viernes por la noche) en su servicio de streaming Apple TV+, así como con NBC Sports para transmitir el MLB Sunday Leadoff, un paquete de juegos de los domingos por la tarde en Peacock. Este último duró hasta 2023 y dicho paquete a partir de 2024 se convirtió en una transmisión exclusiva de Roku a través de The Roku Channel, con una producción realizada por la misma MLB.
ESPN+ transmite un juego fuera del mercado por día durante toda la temporada regular.
Desde la Serie Divisional de la temporada 2023, el servicio de streaming Max empezó a transmitir en simultáneo los juegos que emite su canal hermano TBS (ambos propiedad de Warner Bros. Discovery).
A mitad de la temporada 2024 se confirmó que TelevisaUnivision había firmado un acuerdo multianual para transmitir en UniMás, TUDN y ViX un programa llamado "MLB En Vivo" el cual se emitiría los martes y mostraría fragmentos en vivo, los mejores momentos y resúmenes de hasta 15 juegos cada semana. El contrato también incluyó los derechos exclusivos en español de los partidos de la postemporada 2024 de la Liga Americana (ALDS y ALCS) con algunos partidos siendo emitidos en Univision así como mediante UniMás, TUDN y Vix, y el juego 1 de la Serie Mundial de dicha temporada, compartiendo emisión con Fox y Fox Deportes.

### Transmisión internacional
Disney Media Networks Latin America a través de sus canales lineales (ESPN, ESPN Caribbean, ESPN Brasil) y Disney+ posee los derechos de transmisión de más de 180 partidos de la temporada regular (por lo menos 1 juego por día), el Home Run Derby, el All Star Game y la postemporada incluyendo: la Wild Card Series, la Serie Divisional, la Serie de Campeonato y la Serie Mundial para todo Latinoamérica y el Caribe.
En México, Fox Sports transmite 5 juegos por semana de la temporada regular y los partidos de postemporada que pertenezcan a la liga que transmita su homónimo estadounidense (incluyendo la Wild Card Series). Así mismo TUDN transmitió hasta 2022 cuatro partidos a la semana: a través de la señal de televisión de paga se emitieron juegos los martes y jueves, mientras que los sábados (generalmente a las 12:00 P. m. Tiempo Centro de México) y los domingos (turnando entre los encuentros de NBA, hasta el inicio de temporada de NFL) se transmitieron juegos a través de Canal 9. A partir de las Series de Campeonato sólo transmitió a una división y la Serie Mundial, estos fueron emitidos en televisión abierta durante 59 años.
A partir de la temporada 2023 se confirmó que Imagen Televisión empezaría a emitir un juego de la temporada regular cada sábado y domingo así como los playoffs y la Serie Mundial completa en televisión abierta y su sitio web para todo México.
En Argentina, Fox Sports emite 4 juegos por semana de la temporada regular y los partidos de postemporada que pertenezcan a la liga que transmita su homónimo estadounidense (incluyendo la Wild Card Series). 
En Venezuela, desde la temporada 2016 el canal por cable IVC tiene los derechos de transmisión; actualmente transmiten 7 juegos por semana. A partir de la temporada 2022, Televen emite dos encuentros semanales y la postemporada en televisión abierta. Mientras que Venevisión a partir de la temporada 2023 volvería con el espacio «El Juego de la Semana» que emite un partido cada domingo y días no laborables para televisión abierta.
En República Dominicana, desde 2009 Grupo Altice ha transmitido la totalidad de la temporada regular, playoffs y Serie Mundial a través de TV de paga, mientras que en televisión abierta y radio Grupo Corripio transmite 7 juegos por semana y toda la postemporada.
En España, Movistar Plus+ tiene los derechos para la retransmisión íntegra de toda la temporada, incluyendo un partido diario, y la postemporada, cubriendo todos los juegos de las series de campeonato y todos los de la Serie Mundial.
En Australia, los juegos de la MLB se transmiten regularmente por el canal de televisión de paga ESPN Australia.
En Oriente Medio, el norte de África y Francia, partidos selectos se televisan en los canales de Bein Sports.
En Alemania, Austria y Suiza hasta 500 partidos de las Grandes Ligas de Béisbol se emitIrán desde 2022 hasta 2026 exclusivamente por las plataformas de Sport1
En Hungría, los encuentros se retransmiten por Sport1 desde 2020.